# Susan Estrada
Susan Estrada é uma cientista da computação estadinudense. Ela foi introduzida no Internet Hall of Fame em 2014.